# Nambawi

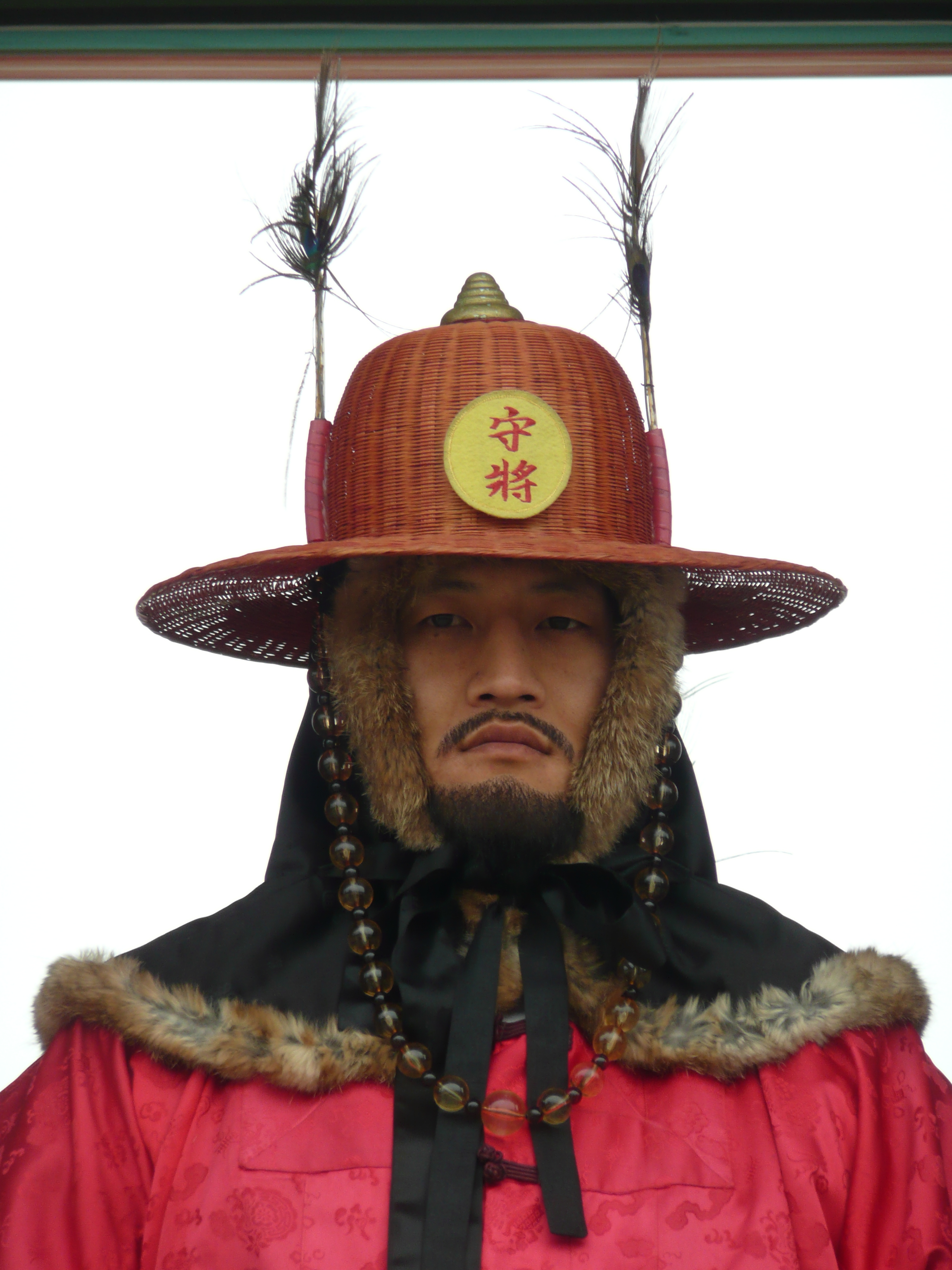
Gorra nambawi utilizada debajo de un sombrero jurip (주립, un sombrero rojo) con plumas.

Un nambawi es un tipo de gorra tradicional coreana utilizada por hombres y mujeres durante el período Joseon para protegerse del frío invernal. A veces se lo denomina pungdengi y nani (literalmente calentador de orejas). El nambawi también es denominado ieom (literalmente "cubre las orejas") el cual era utilizado a comienzos del período Joseon, aunque se originó en el sombrero. Originalmente era utilizado por las clases altas como un sombrero de uso diario, pero luego su uso se extendió a las clases bajas y las mujeres a finales del período. Por lo general era utilizada por mujeres de mediana edad y personas mayores y por burócratas del gobierno quienes le dieron el nombre de samo (사모, sombrero oficial).
La parte superior del nambawi se encuentra abierta o sea no cubre la parte superior de la cabeza como en cambio si lo hacen otros gorros invernales tales como el ayam y el jobawi, los cuales son adaptaciones del nambawi; el nambawi en cambio si cubre completamente la frente, nuca y orejas por los costados brindando protección contra el frío. El borde del nambawi se encuentra adornado con un listón de 4 a 7 cm de ancho de piel, que por lo general era de piel de marta. La gorra posee una extensa tapa posterior que cubre el cuello y otras en los laterales a modo de orejeras. Unas cintas de seda se encuentran fijadas a las orejeras de forma que se las puede atar debajo del mentón para fijar la gorra ante el viento. Su exterior se confecciona con una variedad de seda denominada dan (단, 緞) pero a veces es de lana o algodón. Su interior se encuentra confeccionado con franela y a veces con lana.
Por lo general la gorra era de color negro, mientras que su parte interior era negra, verde o roja. A veces el exterior era de tonos azul oscuro, púrpura, violeta oscuro, violeta claro, o verde claro y el interior amarillo. La piel era por lo general negra, marrón oscura o azul oscuro, y las cintas eran rosadas o de un color rosa fuerte. La nambawi usada por las mujeres era colorida y adornada con lujo con geumbak (decoración mediante dorado a la hoja) de grullas, mariposas, crisantemos, y ave fénix u otros motivos decorativos.